# Stetten (Haut-Rhin)
Pour les articles homonymes, voir Stetten.
Stetten est une commune française située dans la sixième circonscription administrative du Haut-Rhin et, depuis le 1er janvier 2021, dans le territoire de la Collectivité européenne d'Alsace, en région Grand Est.
Cette commune se trouve dans la région historique et culturelle d'Alsace.

## Géographie
|                  | Magstatt-le-Bas | Uffheim  |
| Magstatt-le-Haut | Stetten         | Kappelen |
|                  | Helfrantzkirch  |          |

### Hydrographie

#### Réseau hydrographique
La commune est dans le bassin versant du Rhin au sein du bassin Rhin-Meuse. Elle est drainée par le ruisseau l'Aschenbach,.

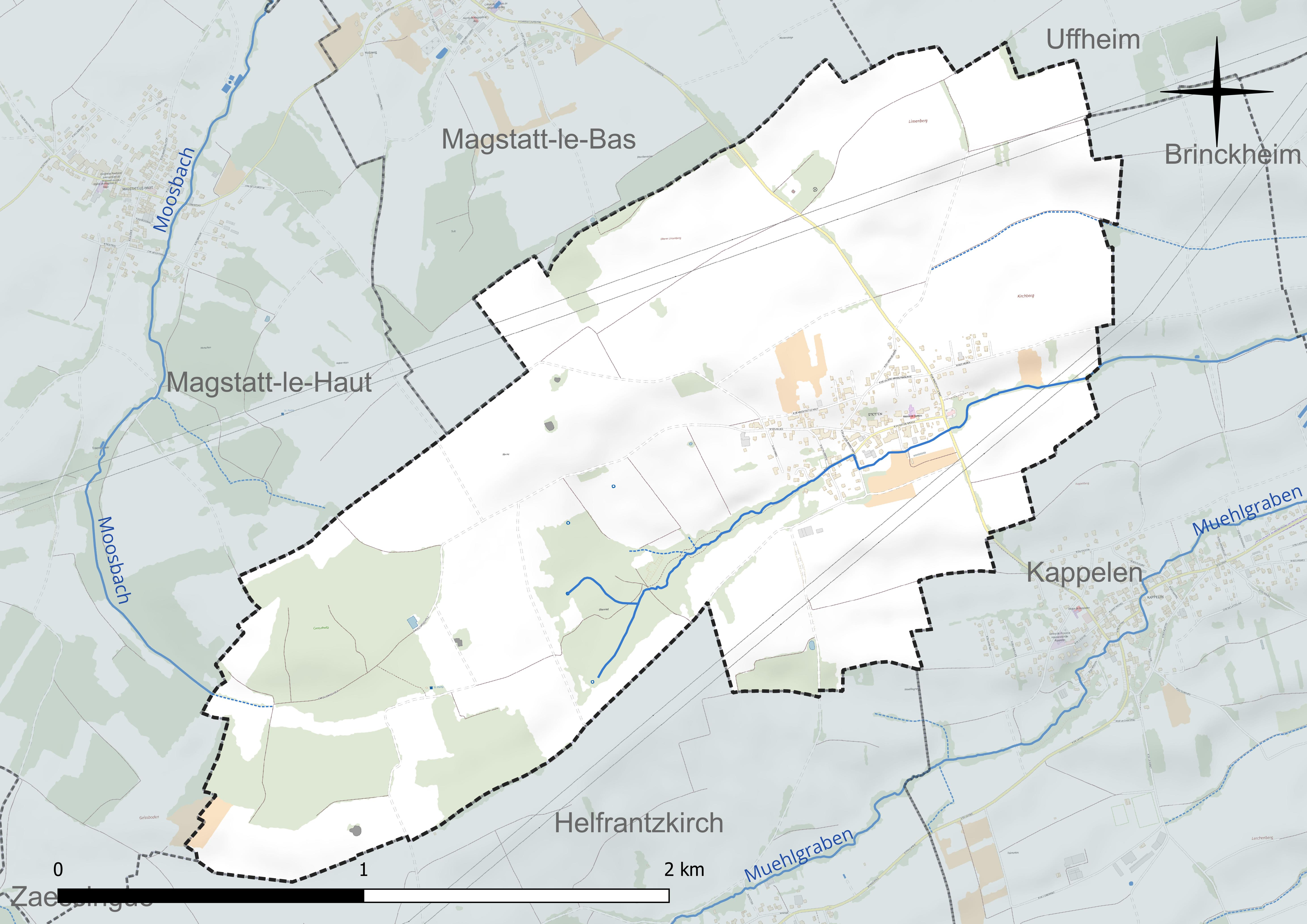
Réseau hydrographique de Stetten.

#### Gestion et qualité des eaux
Le territoire communal est couvert par le schéma d'aménagement et de gestion des eaux (SAGE) « Ill Nappe Rhin ». Ce document de planification concerne la nappe phréatique rhénane, les cours d'eau de la plaine d'Alsace et du piémont oriental du Sundgau, les canaux situés entre l'Ill et le Rhin et les zones humides de la plaine d'Alsace. Le périmètre s’étend sur 3 596 km2. Il a été approuvé le 17 janvier 2005. La structure porteuse de l'élaboration et de la mise en œuvre est la région Grand Est. 
La qualité des cours d’eau peut être consultée sur un site dédié géré par les agences de l’eau et l’Agence française pour la biodiversité. 

### Climat
Pour des articles plus généraux, voir Climat du Grand Est et Climat du Haut-Rhin.
En 2010, le climat de la commune est de type climat des marges montargnardes, selon une étude du Centre national de la recherche scientifique s'appuyant sur une série de données couvrant la période 1971-2000. En 2020, Météo-France publie une typologie des climats de la France métropolitaine dans laquelle la commune est exposée à un climat semi-continental et est dans la région climatique  Alsace, caractérisée par une pluviométrie faible, particulièrement en automne et en hiver, un été chaud et bien ensoleillé, une humidité de l’air basse au printemps et en été, des vents faibles et des brouillards fréquents en automne (25 à 30 jours). 
Pour la période 1971-2000, la température annuelle moyenne est de 10 °C, avec une amplitude thermique annuelle de 17,7 °C. Le cumul annuel moyen de précipitations est de 733 mm, avec 8,4 jours de précipitations en janvier et 9,5 jours en juillet. Pour la période 1991-2020, la température moyenne annuelle observée sur la station météorologique de Météo-France la plus proche, « Bâle-Mulhouse », sur la commune de Saint-Louis à 11 km à vol d'oiseau, est de 11,1 °C et le cumul annuel moyen de précipitations est de 764,3 mm. 
La température maximale relevée sur cette station est de 39,1 °C, atteinte le 13 août 2003 ; la température minimale est de −23,5 °C, atteinte le 6 janvier 1985,,. 
Les paramètres climatiques de la commune ont été estimés pour le milieu du siècle (2041-2070) selon différents scénarios d'émission de gaz à effet de serre à partir des nouvelles projections climatiques de référence DRIAS-2020. Ils sont consultables sur un site dédié publié par Météo-France en novembre 2022.

## Urbanisme

### Typologie
Au 1er janvier 2024, Stetten est catégorisée bourg rural, selon la nouvelle grille communale de densité à sept niveaux définie par l'Insee en 2022.
Elle est située hors unité urbaine. Par ailleurs la commune fait partie de l'aire d'attraction de Bâle - Saint-Louis (partie française), dont elle est une commune de la couronne,. Cette aire, qui regroupe 94 communes, est catégorisée dans les aires de 200 000 à moins de 700 000 habitants,.

### Occupation des sols
L'occupation des sols de la commune, telle qu'elle ressort de la base de données européenne d’occupation biophysique des sols Corine Land Cover (CLC), est marquée par l'importance des territoires agricoles (78,7 % en 2018), une proportion sensiblement équivalente à celle de 1990 (78,9 %). La répartition détaillée en 2018 est la suivante : 
terres arables (70,4 %), forêts (15,4 %), zones agricoles hétérogènes (8,3 %), zones urbanisées (5,9 %). L'évolution de l’occupation des sols de la commune et de ses infrastructures peut être observée sur les différentes représentations cartographiques du territoire : la carte de Cassini (XVIIIe siècle), la carte d'état-major (1820-1866) et les cartes ou photos aériennes de l'IGN pour la période actuelle (1950 à aujourd'hui).

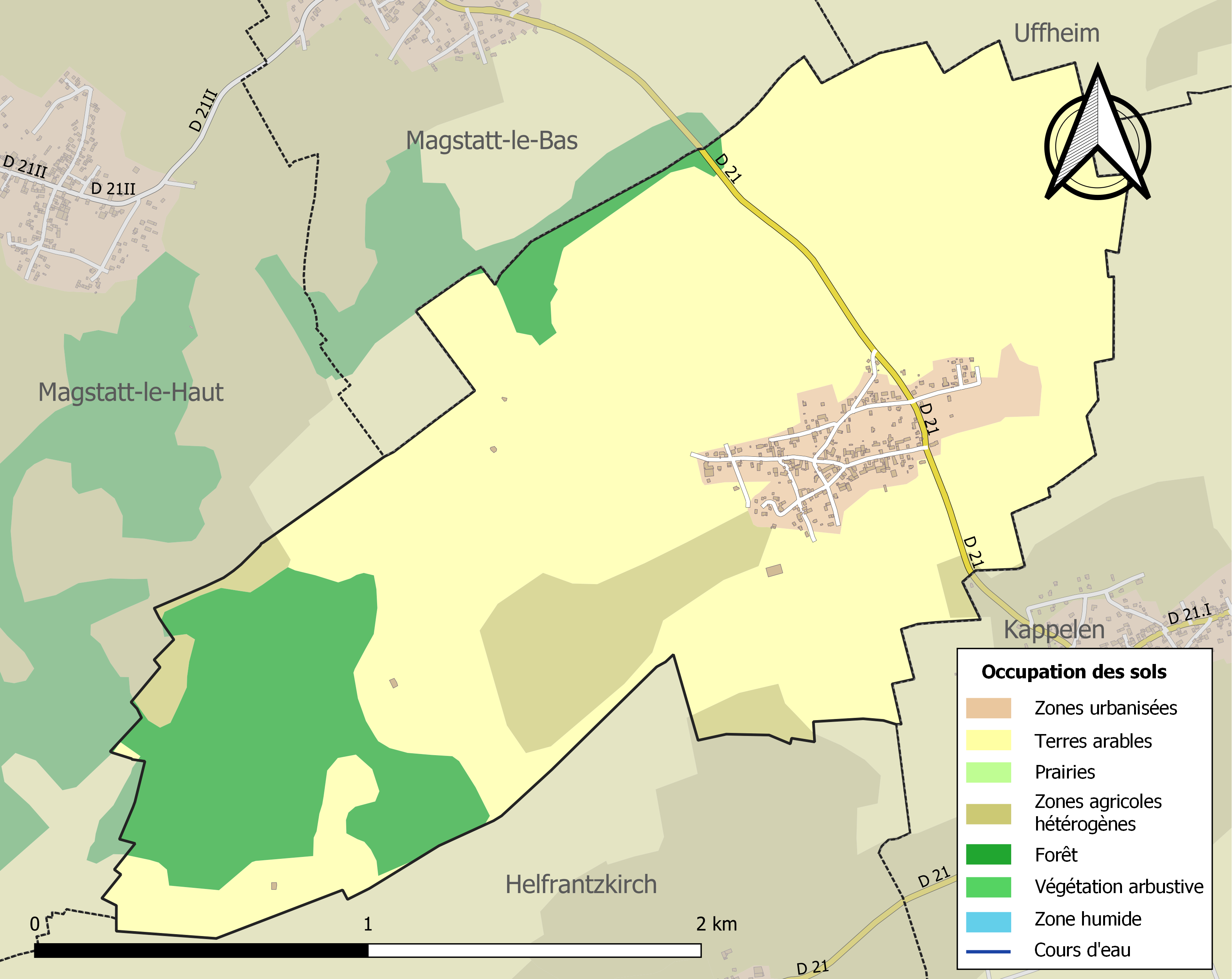
Carte des infrastructures et de l'occupation des sols de la commune en 2018 (CLC).

## Histoire

### Héraldique
| Blason de Stetten | Les armes de Stetten se blasonnent ainsi : « De gueules à la clé d'or en bande, un glaive d'argent emmanché d'or passé en sautoir sur la clé, soutenant un écusson d'or à deux corbeaux de sable volant à dextre. » |

## Politique et administration
| Période                                  | Période  | Identité      | Étiquette | Qualité |
| ---------------------------------------- | -------- | ------------- | --------- | ------- |
| avant 1981                               | ?        | Joseph Zeller | DVG       |         |
| mars 2001                                | 2019     | Pascal Turri  | UMP       |         |
| 2019                                     | En cours | Anne Bezard   |           |         |
| Les données manquantes sont à compléter. |          |               |           |         |

## Démographie
L'évolution du nombre d'habitants est connue à travers les recensements de la population effectués dans la commune depuis 1793. Pour les communes de moins de 10 000 habitants, une enquête de recensement portant sur toute la population est réalisée tous les cinq ans, les populations de référence des années intermédiaires étant quant à elles estimées par interpolation ou extrapolation. Pour la commune, le premier recensement exhaustif entrant dans le cadre du nouveau dispositif a été réalisé en 2006.

En 2022, la commune comptait 336 habitants, en évolution de −1,18 % par rapport à 2016 (Haut-Rhin : +0,66 %, France hors Mayotte : +2,11 %).
| 1793 | 1800 | 1806 | 1821 | 1831 | 1836 | 1841 | 1846 | 1851 |
| ---- | ---- | ---- | ---- | ---- | ---- | ---- | ---- | ---- |
| 218  | 228  | 228  | 297  | 334  | 338  | 327  | 322  | 349  |

| 1856 | 1861 | 1866 | 1871 | 1875 | 1880 | 1885 | 1890 | 1895 |
| ---- | ---- | ---- | ---- | ---- | ---- | ---- | ---- | ---- |
| 341  | 336  | 344  | 337  | 346  | 314  | 292  | 298  | 286  |

| 1900 | 1905 | 1910 | 1921 | 1926 | 1931 | 1936 | 1946 | 1954 |
| ---- | ---- | ---- | ---- | ---- | ---- | ---- | ---- | ---- |
| 278  | 279  | 283  | 245  | 266  | 285  | 248  | 228  | 233  |

| 1962 | 1968 | 1975 | 1982 | 1990 | 1999 | 2006 | 2011 | 2016 |
| ---- | ---- | ---- | ---- | ---- | ---- | ---- | ---- | ---- |
| 206  | 191  | 200  | 214  | 248  | 274  | 299  | 331  | 340  |

| 2021 | 2022 | - | - | - | - | - | - | - |
| ---- | ---- | - | - | - | - | - | - | - |
| 341  | 336  | - | - | - | - | - | - | - |

## Lieux et monuments
- L'église Saint-Pierre et Paul est mentionnée pour la première fois en 1103. Le clocher de l'édifice religieux date du Moyen-Âge. Les travaux de construction de la nef se sont probablement effectués en 1700. Ce lieu de culte était l'église-mère de Stetten, de Brinckheim (jusqu'en 1805) et de Kappelen (jusqu'en 1820). Le maître-autel semble daté de 1721 ou 1738 (dates peintes au dos du retable), il fut restauré en 1894 par les frères Boehm de Mulhouse. Son tableau central représente le Sacré-Cœur entouré de Saint Pierre à gauche et de Saint-Paul à droite. Les autels latéraux ont été érigés en 1721, ces autels sont dédiés à la Vierge du Rosaire et à Saint-Sébastien, le second patron de l'église (il semble qu'il remplaça Saint-Nicolas à la suite d'une épidémie de peste). L'orgue a été construit en 1874 par Léon Stiehr et Louis Mockers, facteurs d'orgues à Seltz.
- Chêne dit Tafelbaum, classé « Arbre remarquable ». « Die tafeleiche » « Maria Eiche » ou chêne au tableau de Stetten. Circonférence environ cinq mètres, âgé de trois à quatre siècles.
- L'Oberried : ce ruisseau et la forêt qui l'entoure font partie des ZNIEFF grâce où l'on a noté la présence de trois espèces patrimoniales : une libellule (le cordulégastre bidenté), un papillon (la thècle du bouleau) et la chevêche d'Athéna[20]. Le Conservatoire des sites alsaciens gère et entretien un verger à proximité, au lieu-dit Aeussere Riedmatten[21].

À voir aussi :

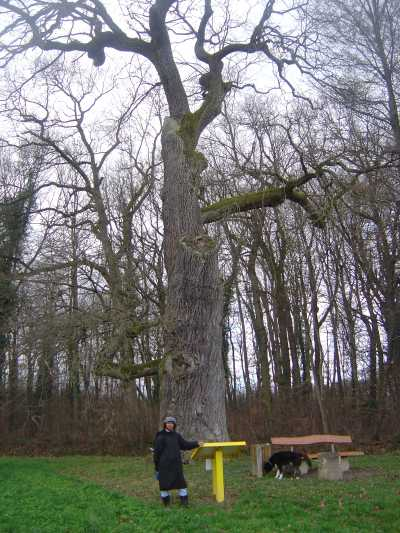
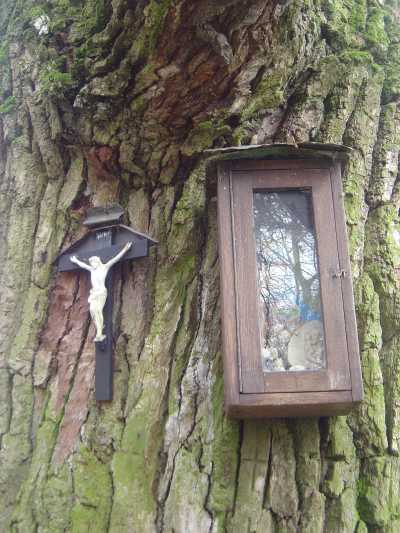
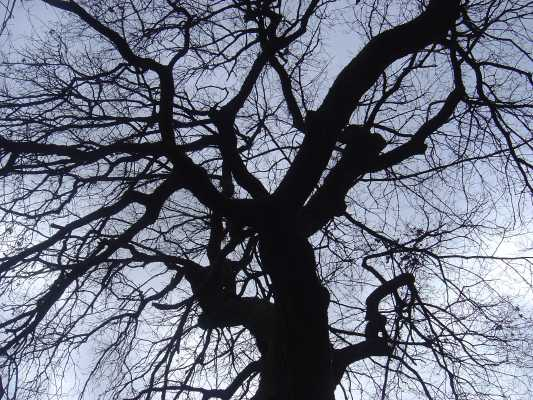
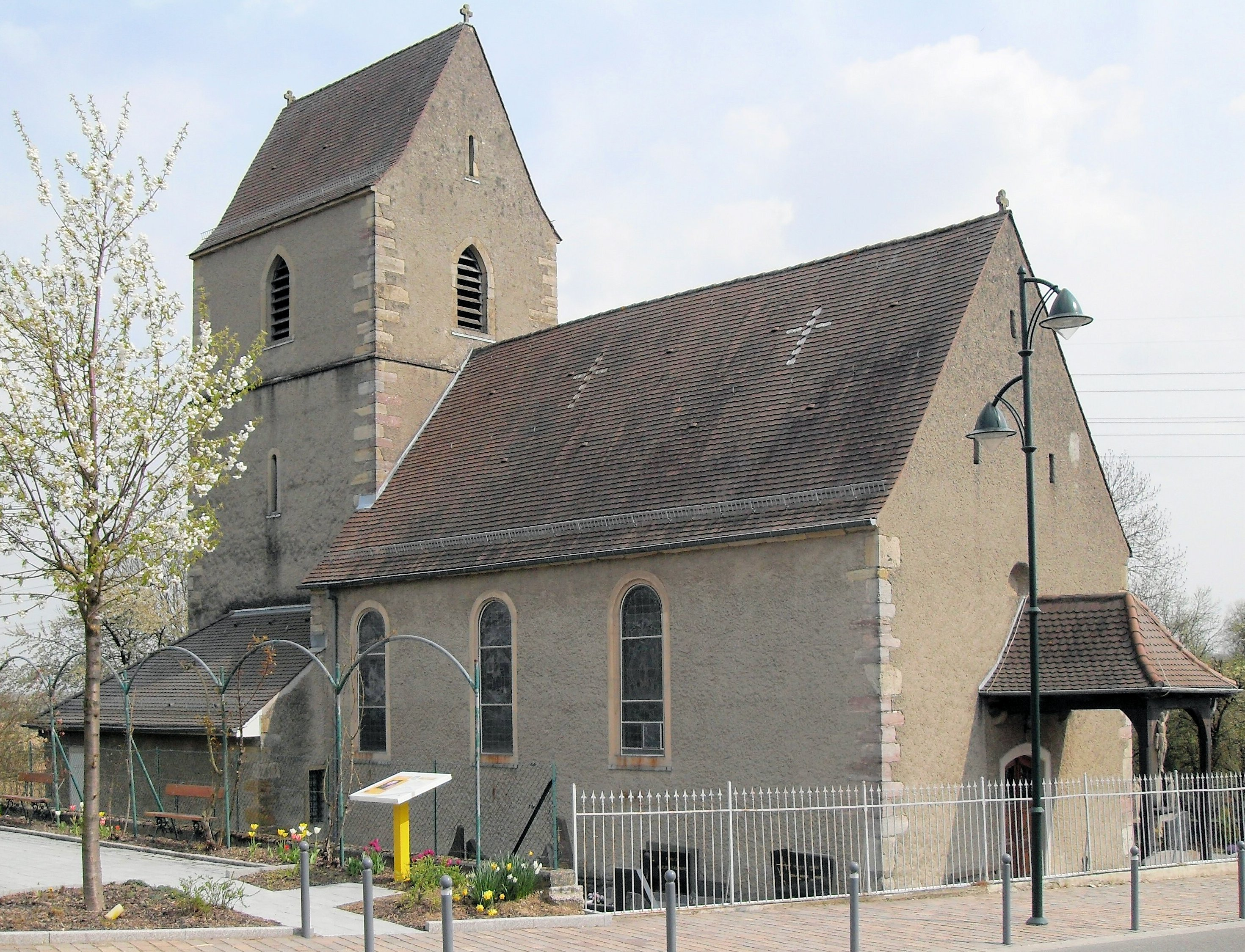

La casemate des Vernes qui porte le no 87 (en cours de rénovation) de la ligne Maginot, une des trois casemates de Stetten encore visible de nos jours.